# Jürgen Gjasula
Jürgen Gjasula (Tirana, 5 de diciembre de 1985) es un futbolista albanés, aunque también tiene nacionalidad alemana.[cita requerida] Juega de centrocampista.

## Trayectoria
Jürgen Gjasula, que actúa de centrocampista ofensivo, empezó su carrera futbolística en Alemania, en la ciudad en la que se crio, Friburgo. Comenzó en las categorías inferiores del S. C. Friburgo. En 2003 pasó a formar parte de la primera plantilla del club.
Al año siguiente ficha por el 1. F. C. Kaiserslautern, equipo que pagó 50 000 euros para poder ficharlo.
En 2005 se marchó a jugar a Suiza con el FC St. Gallen.
El 2 de junio de 2008 firmó un contrato con el FC Basilea. Debutó con el equipo el 18 de julio en la Superliga de Suiza en el partido BSC Young Boys 1-2 FC Basilea. Su debut en la Liga de Campeones de la UEFA se produjo el 30 de julio, en un partido de la fase previa contra el IFK Göteborg (1-1). Con el FC Basilea consigue un título, la Uhrencup.
En agosto de 2009 volvió a Alemania, fichando por el FSV Frankfurt de la 2. Bundesliga, donde jugó dos temporadas.
En junio de 2011 fue fichado por el MSV Duisburgo por dos temporadas.

## Clubes
| Club                       | País     | Año       |
| -------------------------- | -------- | --------- |
| S. C. Friburgo II          | Alemania | 2003-2004 |
| 1. F. C. Kaiserslautern    | Alemania | 2004-2005 |
| F. C. St. Gallen           | Suiza    | 2005-2008 |
| F. C. Basilea              | Suiza    | 2008-2009 |
| FSV Frankfurt              | Alemania | 2009-2011 |
| MSV Duisburgo              | Alemania | 2011-2013 |
| Litex Lovech               | Bulgaria | 2013-2014 |
| VfR Aalen                  | Alemania | 2014-2015 |
| SpVgg Greuther Fürth       | Alemania | 2015-2018 |
| F. C. Viktoria 1889 Berlin | Alemania | 2018-2019 |
| Energie Cottbus            | Alemania | 2019      |
| 1. F. C. Magdeburgo        | Alemania | 2019-2021 |
| Berliner A. K. 07          | Alemania | 2021-2023 |